# Fördős Beatrix
Fördős Beatrix (Szombathely, 2002. január 7. –) magyar női válogatott labdarúgó, az Internazionale védője.

## Pályafutása

### Klubcsapatokban
Ötévesen már korosztályos tornákon vett részt a Vasi Foci Akadémia színeiben.

#### Haladás-Viktória
A Ferencváros ellen 2017 februárjában mutatkozott be nevelőegyesülete csapatában, ahol hamar alapemberként számítottak rá. A Haladásnál töltött szezonjai alatt 74 bajnoki mérkőzésen lépett pályára, melyeken 4 gólt szerzett.

#### Lazio
2021. július 10-én írt alá az olasz élvonalban érdekelt Lazio csapatához.
Klubjának egyik meghatározó szereplőjeként szinte minden mérkőzésen pályára lépett, első szezonja az égszínkékeknél mégis felemásra sikeredett. A Verona elleni bajnokin két góljával és egy öngóljával hívta fel magára a figyelmet.

#### Internazionale
A kék-feketékhez 2022. augusztus 8-án kétéves megállapodást írt alá.

### A válogatottban
A válogatottal három Eb-selejtezőn is részt vett a keret tagjaként. Bemutatkozására 2022. február 16-án Oroszország ellen került sor.
2022 óta 14 alkalommal szerepelt a válogatottban és 5 gólt szerzett.

## Statisztikái

### Klubcsapatokban
2022. május 14-ével bezárólag
| Klub             | Szezon           | Bajnokság | Bajnokság | Kupa  | Kupa | Nemzetközi | Nemzetközi | Össz. | Össz. |
| Klub             | Szezon           | Mérk.     | Gól       | Mérk. | Gól  | Mérk.      | Gól        | Mérk. | Gól   |
| ---------------- | ---------------- | --------- | --------- | ----- | ---- | ---------- | ---------- | ----- | ----- |
| Haladás-Viktória | 2016–17          | 9         | 1         | 0     | 0    | 0          | 0          | 9     | 1     |
| Haladás-Viktória | 2017–18          | 17        | 0         | 2     | 0    | 0          | 0          | 19    | 0     |
| Haladás-Viktória | 2018–19          | 20        | 1         | 3     | 0    | 0          | 0          | 23    | 1     |
| Haladás-Viktória | 2019–20          | 12        | 1         | 2     | 1    | 0          | 0          | 14    | 2     |
| Haladás-Viktória | 2020–21          | 16        | 1         | 1     | 0    | 0          | 0          | 17    | 1     |
| Haladás-Viktória | Összesen         | 74        | 4         | 8     | 1    | 0          | 0          | 82    | 5     |
| Lazio            | 2021–22          | 20        | 2         | 0     | 0    | 0          | 0          | 20    | 2     |
| Lazio            | Összesen         | 20        | 2         | 2     | 0    | 0          | 0          | 22    | 2     |
| Internazionale   | 2022–23          | 0         | 0         | 0     | 0    | 0          | 0          | 0     | 0     |
| Internazionale   | Összesen         | 1         | 0         | 0     | 0    | 0          | 0          | 1     | 0     |
| Karrier összesen | Karrier összesen | 95        | 6         | 10    | 1    | 0          | 0          | 105   | 7     |

### Mérkőzései a válogatottban
| Magyarország | Magyarország       | Magyarország                       | Magyarország     | Magyarország | Magyarország        | Magyarország         | Magyarország | Magyarország |
| #            | Dátum              | Helyszín                           | Hazai            | Eredmény     | Vendég              | Kiírás               | Gólok        | Esemény      |
| ------------ | ------------------ | ---------------------------------- | ---------------- | ------------ | ------------------- | -------------------- | ------------ | ------------ |
| 1.           | 2022. február 16.  | La Manga (ESP)                     | Magyarország     | 2 – 2        | Oroszország         | Pinatar-kupa         | -            | 46'          |
| 2.           | 2022. február 19.  | La Manga (ESP)                     | Magyarország     | 2 – 1        | Lengyelország       | Pinatar-kupa         | -            | 46'          |
| 3.           | 2022. február 22.  | San Pedro del Pinatar (ESP)        | Skócia           | 0 – 0        | Magyarország        | Pinatar-kupa         | -            | 46'          |
| 4.           | 2022. április 8.   | Budapest, Szusza Ferenc Stadion    | Magyarország     | 7 – 0        | Feröer              | vb-selejtező         | -            | 46'          |
| 5.           | 2023. február 16.  | Lárnaka, GSZ Stadion               | Románia          | 2 – 1        | Magyarország        | Ciprus-kupa          | -            | 82'          |
| 6.           | 2023. február 19.  | Lárnaka, AÉK Aréna                 | Finnország       | 8 – 0        | Magyarország        | Ciprus-kupa          | -            | 34' 46'      |
| 7.           | 2023. április 7.   | Gyirmót, Alcufer stadion           | Magyarország     | 3 – 1        | Izrael              | barátságos           | -            | 90'          |
| 8.           | 2023. április 11.  | Gyirmót, Alcufer stadion           | Magyarország     | 2 – 0        | Izrael              | barátságos           | -            | 46'          |
| 9.           | 2023. július 18.   | Budapest, Szusza Ferenc Stadion    | Magyarország     | 2 – 0        | Bosznia-Hercegovina | barátságos           | 1            | 90+1'        |
| 10.          | 2024. november 29. | Ta’ Qali                           | Málta            | 1 – 3        | Magyarország        | barátságos           | -            |              |
| 11.          | 2025. február 21.  | Loznica                            | Fehéroroszország | 0 – 2        | Magyarország        | Nemzetek Ligája 2025 | -            |              |
| 12.          | 2025. február 25.  | Budapest, Hidegkuti Nándor Stadion | Magyarország     | 0 – 1        | Finnország          | Nemzetek Ligája 2025 | -            |              |
| 13.          | 2025. április 4.   | Gyirmót, Alcufer stadion           | Magyarország     | 0 – 1        | Szerbia             | Nemzetek Ligája 2025 | -            |              |
| 14.          | 2025. április 8.   | Tampere, Tammelan Stadion          | Finnország       | 3 – 0        | Magyarország        | Nemzetek Ligája 2025 | -            |              |
|              | Összesen           |                                    |                  | 14           | mérkőzés            |                      | 1            | gól          |